# Nỉ lan Nam Bộ
Nỉ lan Nam Bộ (danh pháp: Eria cochinchinensis) là một loài thực vật có hoa trong họ Lan. Loài này được Gagnep. mô tả khoa học đầu tiên năm 1930.